# Heinrich Freyer
Heinrich Freyer (7 de julio de 1802 - 21 de agosto de 1866) fue un naturalista, cartógrafo, paleontólogo, y botánico austríaco.

## Vida
Freyer hizo una educación farmacéutica en Liubliana y Viena. Desde 1829 hasta 1832 trabajó como farmacéutico. En 1832, fue al Krainian Landesmuseum recientemente fundado en Liubliana como curador nombrado. Desde 1853 Freyer trabajó en el Museo Zoológico y Botánico en Trieste como conservador. Y volvía a entrenar a Viena.

## Obra
En 1848 Freyer consiguió la primera preparación del Museo de Carintia, antes de Friedrich Simony fue nombrado custodio. Freyer trató en Krain con la zoología, paleontología, botánica, geografía y folclore.

## Algunas publicaciones
- Foraminiferen Funde in Krain und Kroatien. En Ber. üb. Mitt. von Freunden d. Naturwiss. in Wien, Viena 1846 u. 1849 p. 109/157 u. p. 9
- Fossilien von Polsica in Oberkrain. En Ber. üb. Mitt. von Freunden d. Naturwiss. in Wien, Viena 1849, p. 202
- Correspondenz. En Österreichische Botanische Zeitschrift 1853, p. 156-158
- Über neu entdeckte Conchylien aus den Geschlechtern Carychium und Pterocera. En Sitzungsberichte der Akademie der Wissenschaften mathematisch-naturwissenschaftliche Klasse 15, 1855, p. 18-23 online (PDF; 575 kB)

## Reconocimientos
- Miembro de la Academia de Ciencias de Austria en Viena.[1]

## Epónimos
Especies
- (Geraniaceae) Geranium freyeri Griseb.[2]
- (Primulaceae) Primula freyeri Hoppe ex Rchb.[3]